# Рудник Хідден-Воллей
Рудник Хідден-Воллей — гірничодобувний майданчик у Меланезії, в державі Папуа Нова Гвінея.
Рудник функціонує за дев'ять десятків кілометрів на південний захід від Лае та розробляє два розташовані на відстані шість кілометрів один від одного золоторудні об'єкти з високим вмістом срібла — родовища Каверой та Хамата. Будівництво копальні стартувало в 2007-му, а перший зливок золота тут отримали в 2009 році (хоча офіційне відкриття припало на вересень 2010-го).
Розробка ведеться відкритим способом зі створенням двох кар'єрів. Фабрику з вилучення золота розташували поблизу кар'єру Хамата, а доставку сюди руди з кар'єру Каверой здійснює конвеєр завдовжки 5,4 км. Річна потужність фабрики становить 4,2 млн тонн руди. Відходи збагачення накопичуються у хвостосховище, яке утримують дві дамби, споруджені із розкривних порід.
У 2021-му рудник вийшов на рівень виробітку близько 6 тонн золота. Втім, у 2022 та 2023 роках випустили відповідно 3,7 та 4,4 тонни золота. Також можливо відзначити, що станом на кінець 2015-го запаси проєкту оцінювались у 14 млн тонн руди з середнім вмістом золота 1,7 г на тонну (всього понад 23 тонни), а запаси срібла оцінювались у близько 400 тонн. Крім того, ресурси рахувались як 42 млн тонн руди з середнім вмістом золота 1,6 г на тонну (понад 60 тонн), а ресурси срібла оцінювались у понад 1100 тонн.
Розробку організували на паритетних засадах австралійська Newcrest Mining та південноафриканська Harmony Gold Mining, проте згодом Harmony Gold Mining стала одноосібним учасником проєкту. Безпосередньо роботи провадить компанія-оператор Morobe Consolidated Goldfields.